# ギャリー・ブリーン
ギャリー・ブリーン（Gary Breen, 1973年12月12日 - ）はアイルランド出身の同国代表のサッカー選手。ポジションはディフェンダー。

## 来歴
1996年にアイルランド代表デビュー。2002 FIFAワールドカップに出場し、1次リーグのサウジアラビア戦（横浜）で1得点を決めた。代表通算では2006年までに63試合に出場、6得点をあげた。

## 所属クラブ
- チャールトン・アスレティックユース
- チャールトン・アスレティック 1990-1991
- メイドストーン・ユナイテッド 1991-1992
- ジリンガム 1992-1994
- ピーターバラ・ユナイテッド 1994-1995
- バーミンガム・シティ 1995-1997
- コヴェントリー・シティ 1997-2002
- ウェストハム・ユナイテッド 2002-2003
- サンダーランド 2003-2006
- ウルヴァーハンプトン・ワンダラーズ 2006-2008
- バーネット 2008-2010

## 代表歴

### 出場大会
- アイルランド代表
  - 2002 FIFAワールドカップ

### 試合数
- 国際Aマッチ 63試合 6得点（1996年-2006年）[2]

| アイルランド代表 | 国際Aマッチ | 国際Aマッチ |
| 年               | 出場        | 得点        |
| ---------------- | ----------- | ----------- |
| 1996             | 9           | 1           |
| 1997             | 3           | 0           |
| 1998             | 5           | 2           |
| 1999             | 9           | 1           |
| 2000             | 9           | 0           |
| 2001             | 6           | 1           |
| 2002             | 9           | 1           |
| 2003             | 10          | 0           |
| 2004             | 2           | 0           |
| 2005             | 0           | 0           |
| 2006             | 1           | 0           |
| 通算             | 63          | 6           |